# Heinrich von Sanden (Landrat)
Heinrich August Ferdinand von Sanden (* 6. Oktober 1801 auf dem Domäne Georgenburg bei Insterburg; † 8. Januar 1875 in Memel) war ein preußischer Landrat im Kreis Niederung (1852–1873) in der Provinz Ostpreußen. Als Gutsbesitzer war Heinrich von Sanden bereits ab 1851 interimistisch Landrat.
Seine Eltern waren Ernst Ferdinand von Sanden (* 26. Dezember 1773; † 23. Juni 1841) und dessen erster Ehefrau Henriette Dorothea Eufosine, geborene von Keudell (* 1. April 1779; † 22. März 1807).
Er heiratete am 7. April 1828 Agnes Wilhelmine von Keudell (* 24. September 1803; † 12. Januar 1873). Das Paar hatte mehrere Kinder:
- Klara Charlotte (* 12. Dezember 1829) ⚭ Hermann von Radecke (1827–1910), preußischer Generalleutnant
- Charlotte Wilhelmine Mathilde Gertrude (* 4. September 1831; † 23. Juli 1839)
- Mathilde Auguste Pauline Malwine (* 25. Juli 1833) ⚭ 1858 Dr. med. Theofil Hartog, Sanitätsrat
- Heinrich Ferdinand Alfred (* 26. Februar 1835)
- Theodor (1836–1850)
- Siegfried Paul Engelhold (* 26. September 1840), Oberstleutnant ⚭ 1865 Olga Maria Theresia Gewalt von Teutleben (* 3. Juli 1841)
- Reinhold Ferdinand (* 8. Dezember 1842; † 29. August 1870)